# Kinokolo.ua
Kinokolo.ua (KINO-КОЛО, Кіноколо) — вебсайт национального кинопортала, целью которого является представление украинского кино в Интернете.

## История
Учредителями кинопортала были Общество «KINO-КРУГ», телеканал «1+1» и Международный фонд «Возрождение». Сайт начал работать в ноябре 2002 года и продолжает обновляться несмотря на сворачивание в 2008 году медийного проекта, частью которого он был.
Одними из основных разделов сайта является энциклопедия кино и словарь кинотерминологии. Среди прочего портал печатает новости украинского кинематографа, интервью, сценарии и другие материалы, касающиеся экранных искусств.

## Печатное издание
Также на сайте размещена электронная версия одноимённого журнала.